# La novia oscura
La novia oscura es una novela escrita en 1999 por la escritora colombiana Laura Restrepo.

## Sinopsis
En una población de Colombia llamada Tora, en el barrio La Catunga se cuenta la historia de Sayonara, una prostituta que sirve en una región sostenida mediante la inyección económica de la industria petrolera. Siendo una niña, Sayonara conoce a un niño pobre que más tarde se convertirá en su promesa de salvación, sin embargo, la imposibilidad de escapar del pasado y las circunstancias hacen que esta relación se vuelva imposible. Hay ocasiones en que el narrador no se da cuenta de los hechos.

## Estilo del libro
La novia oscura está redactada desde el punto de vista de una periodista. Para su escritura, Laura Restrepo realizó una extensiva investigación en Barrancabermeja que la llevó a crear este personaje ficticio. El narrador suele involucrarse con los personajes de la historia aunque en realidad no toma parte en los sucesos de la misma, y en ocasiones se revelan situaciones en las que este no pudo estar presente.